# Куприянов, Алексей Андреевич
Алексе́й Андре́евич Куприя́нов (1908—1990) — советский велогонщик, выступал на всесоюзном уровне в 1930-х — 1940-х годах. Представитель спортивного общества «Динамо», многократный чемпион Москвы, чемпион СССР в командной гонке преследования, заслуженный мастер спорта СССР (1938). Также известен как тренер и спортивный руководитель.

## Биография
Родился 19 февраля 1908 года в Москве.
Активно заниматься велоспортом начал в раннем детстве, состоял в команде добровольного спортивного общества «Динамо».
Первого серьёзного успеха добился в 1928 году, когда в спринте одержал победу на первой всесоюзной Спартакиаде. Впоследствии неоднократно становился чемпионом Москвы в спринте (1931, 1934—1936, 1938) и в командной гонке преследования (1932, 1935).
Из-за начавшейся Великой Отечественной войны вынужден был прервать спортивную карьеру, однако затем вернулся в спорт и продолжил выступать на высоком уровне, в частности, в 1944 году в командном преследовании выиграл чемпионат СССР. За выдающиеся спортивные достижения удостоен почётного звания «Заслуженный мастер спорта СССР».
Окончив Высшую школу тренеров при ГЦОЛИФК (1937), Куприянов занимался подготовкой молодых спортсменов.
В 1950—1968 гг. занимал должность председателя федерации велосипедного спорта СССР. Также в 1960—1973 годах был председателем центрального совета общества «Динамо».
В 1965—1977 гг. — вице-президент Международного союза велосипедистов (УСИ), входил в организационный комитет летних Олимпийских игр 1980 года.
В поздние годы написал несколько книг на спортивную тематику, в том числе «50 лет в спорте» (1978) и «Велоспорт — моя жизнь» (1987).
Умер 19 июня 1990 года, похоронен на сороковом участке Ваганьковского кладбища в Москве.

## Награды
- орден Трудового Красного Знамени (27.04.1957) — «за успехи, достигнутые в деле развития массового физкультурного движения в стране, повышения мастерства советских спортсменов, и успешное выступление на международных соревнованиях»
- Орден Дружбы народов
- 3 ордена «Знак Почёта»[4].